# PW Весов
PW Весов (лат. PW Librae) — одиночная переменная звезда в созвездии Весов на расстоянии (вычисленном из значения параллакса) приблизительно 9380 световых лет (около 2876 парсеков) от Солнца. Видимая звёздная величина звезды — от +13,6m до +12,3m.

## Характеристики
PW Весов — пульсирующая переменная звезда типа RR Лиры (RRAB).